# Élections législatives thaïlandaises de 2019
Les élections législatives thaïlandaises de 2019 ont lieu le 24 mars 2019 afin d'élire les 500 députés de la chambre des représentants de la Thaïlande.
Le scrutin, très attendu, doit permettre le retour théorique du pouvoir aux civils après cinq années de junte militaire. Il voit néanmoins la reconduite du chef de la junte Prayut Chan-o-cha au poste de Premier ministre. Malgré l'arrivée en tête des suffrages de son parti, le Palang Pracharat, celui-ci essuie pourtant une défaite avec sa mise en minorité face aux partis d'opposition. Le rôle dans la désignation du Premier ministre accordé à la chambre haute, nommée par la junte selon une constitution rédigée sur mesure, permet cependant le maintien de Prayut Chan-o-cha.

## Contexte

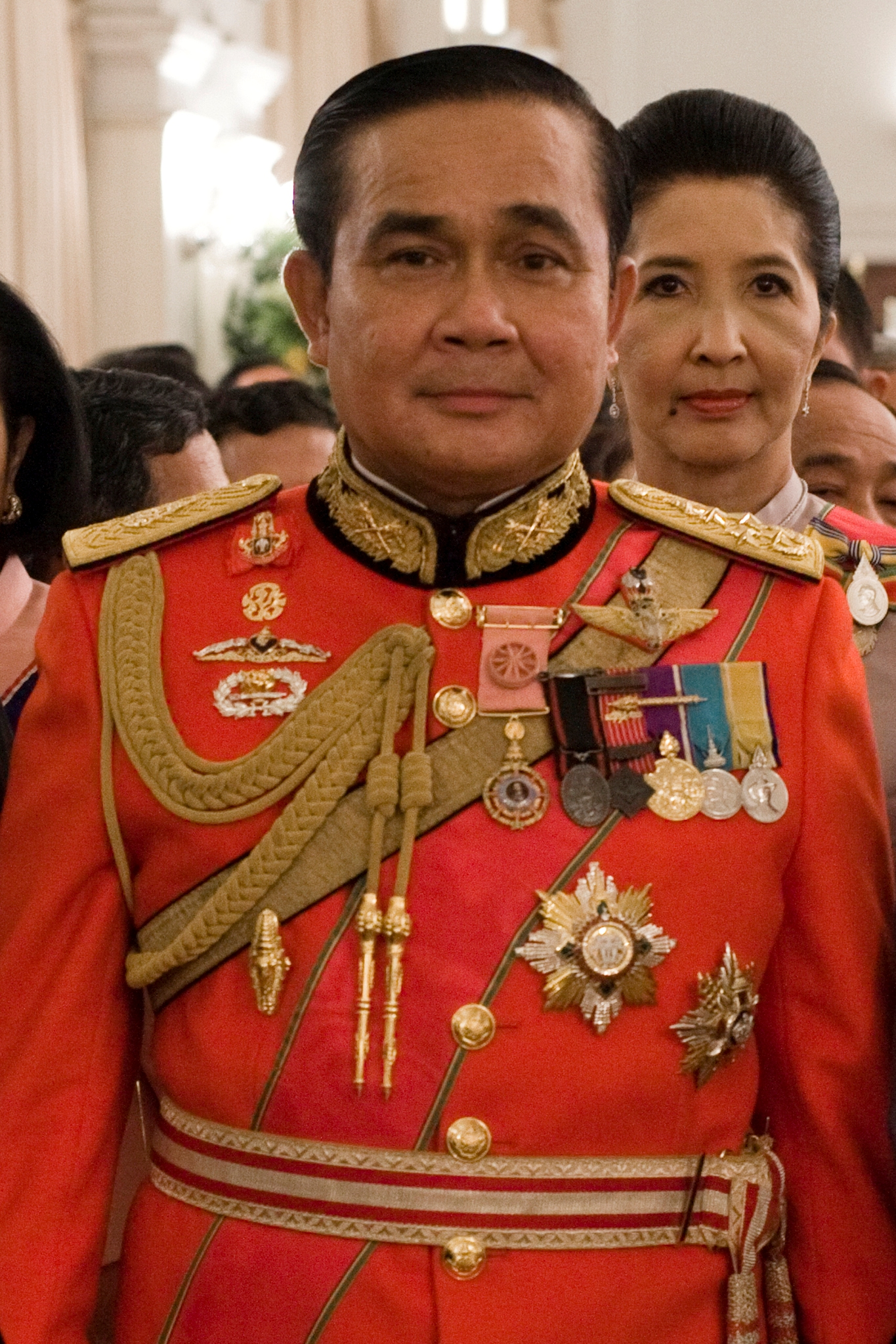
Prayut Chan-o-cha, auteur du coup d'État de mai 2014.

Le pays est dirigé par une junte militaire ayant pris le pouvoir à la suite de la profonde crise politique ayant précédé et suivi les élections législatives de 2014. Le parlement élu en 2014 a été dissous après le coup d'État de mai 2014 et remplacé par une assemblée nommée par la junte, qui s'est autoproclamée Conseil national pour la paix et le maintien de l'ordre. Le commandant en chef de l'Armée royale thaïlandaise et auteur du coup d'état, Prayut Chan-o-cha est depuis lors Premier ministre. En 2018, il crée un nouveau parti pour soutenir son maintien à la tête du gouvernement, le Parti du pouvoir de l'État au peuple.
Les élections, initialement promises pour 2015, ont depuis lors été ajournées d'année en année jusqu'en janvier 2019, date à laquelle la décision a été prise de les organiser le 24 mars suivant.
L’interdiction de mener des activités politiques ou d’organiser des rassemblements n'est levée pour les autres partis qu'en décembre 2018. Ceux-ci sont alors devenus en situation de faire campagne et d’exposer leurs programmes. La junte continue néanmoins d’interférer dans la campagne à travers la Commission électorale et Cour constitutionnelle qui font dissoudre le parti d’opposition Thai Raksa Chart. Le Conseil national de la radiodiffusion et de la télécommunication fait par ailleurs fermer pendant deux semaines la chaîne de télévision Voice TV, proche de l’opposition.

## Mode de scrutin
La constitution de 2017 préparée par la junte et adoptée par référendum en 2016 a doté le pays d'un parlement bicaméral composé d'une chambre basse, la Chambre des représentants, et d'une chambre haute, le Sénat. Les 250 membres de ce dernier sont intégralement nommés par un panel d'une dizaine de grands électeurs choisis par la junte militaire.
La chambre des représentants est composée de 500 sièges pourvus tous les quatre ans selon un mode de scrutin mixte. Sur les 500 sièges, 350 sont ainsi pourvus au scrutin uninominal majoritaire à un tour dans autant de circonscriptions électorales, tandis que les 150 sièges restants le sont au scrutin proportionnel plurinominal de liste selon un système compensatoire. Contrairement au système précédent, les électeurs n'ont qu'un seul bulletin à remplir au lieu de deux. Le vote pour un candidat choisi au niveau d'une circonscription compte comme une voix pour le parti auquel il appartient pour les sièges à la proportionnelle au niveau national. Pour la première fois, le système utilisé n'est pas parallèle. Les 350 sièges sont d'abord attribués, puis les 150 restants le sont de manière à faire correspondre le plus possible la répartition totale des sièges à celle des suffrages au niveau national. Les partis ayant remporté une part des 350 sièges au scrutin majoritaire plus importante que leur part des suffrages au niveau national ne se voient ainsi pas attribués de sièges, qui sont répartis sur les partis dont le total de sièges est en « déficit » sur leur part des voix.
La loi électorale impose par ailleurs aux partis en lice d'annoncer à l'avance jusqu'à trois candidats au poste de Premier ministre. Ceux-ci n'appartiennent pas nécessairement aux partis les désignant. Prayut Chan-o-cha reste ainsi officiellement indépendant.

## Enjeux
Ces élections doivent rendre le pouvoir aux civils après cinq années de junte militaire. La constitution écrite par la junte et taillée sur mesure pour elle pourrait néanmoins voir celle-ci conserver le pouvoir. Selon une disposition transitoire de la nouvelle constitution devant s'appliquer pendant les cinq premières années de la nouvelle législature, le premier ministre est en effet choisi par un vote du total des membres de la chambre des représentants et du Sénat réunis. Les 250 membres de ce dernier étant de facto choisis par la Junte, Prayut pourrait être reconduit au poste de Premier Ministre si les partis lui étant favorables remportent au moins 126 des 500 membres élus à la chambre.

### Controverses
Les élections sont précédées d'une vive controverse concernant le redécoupage des circonscriptions électorales du pays. En effet, la nouvelle constitution en fait passer le nombre de 400 à 350. Or, la commission électorale chargée en 2018 de procéder au redécoupage nécessaire de leurs délimitations voit ses travaux repoussés jusqu'au 29 novembre par le Premier ministre Prayut juste avant leur publication. Dans la foulée, celui-ci exempte la commission des lois en la matière, lui permettant de les délimiter sans restriction. Ces décisions provoquent des accusations de découpage opportuniste par l'opposition, dont notamment le Parti démocrate et le Parti Pheu Thai, ainsi que par la Fondation du forum ouvert pour la démocratie. Ceux-ci soutiennent que le nouveau découpage avantagerait sciemment les partis pro-junte, dont le Parti du pouvoir de l'État au peuple (PPP).

## Résultats

Parti arrivé en tête par province

|                           |                                               |            |       |        |        |        |               |  |  |  |  |  |  |  |
| Parti                     | Parti                                         | Voix       | %     | Sièges | Sièges | Sièges | +/-           |  |  |  |  |  |  |  |
| Parti                     | Parti                                         | Voix       | %     | SM     | SP     | Total  | +/-           |  |  |  |  |  |  |  |
|                           | Palang Pracharat (PP)                         | 8 433 137  | 23,34 | 97     | 19     | 116    | Nv            |  |  |  |  |  |  |  |
|                           | Pheu Thai (PTP)                               | 7 920 630  | 21,92 | 136    | 0      | 136    | 128           |  |  |  |  |  |  |  |
|                           | Parti du nouvel avenir (PAM)                  | 6 265 950  | 17,34 | 31     | 50     | 81     | Nv            |  |  |  |  |  |  |  |
|                           | Parti démocrate (D)                           | 3 947 726  | 10,92 | 33     | 20     | 53     | 107           |  |  |  |  |  |  |  |
|                           | Parti de la fierté thaï (BJT)                 | 3 732 883  | 10,33 | 39     | 12     | 51     | 52            |  |  |  |  |  |  |  |
|                           | Parti libéral thaïlandais (TLP)               | 826 530    | 2,29  | 0      | 10     | 10     | Nv            |  |  |  |  |  |  |  |
|                           | Parti du développement de la nation thaï (CP) | 782 031    | 2,16  | 6      | 4      | 10     | 9             |  |  |  |  |  |  |  |
|                           | Parti de la nouvelle économie                 | 485 664    | 1,34  | 0      | 6      | 6      | Nv            |  |  |  |  |  |  |  |
|                           | Prachachart                                   | 485 436    | 1,34  | 6      | 1      | 7      | Nv            |  |  |  |  |  |  |  |
|                           | Parti Puea Chat                               | 419 393    | 1,16  | 0      | 5      | 5      | Nv            |  |  |  |  |  |  |  |
|                           | Coalition d'action pour la Thaïlande          | 416 324    | 1,15  | 1      | 4      | 5      | Nv            |  |  |  |  |  |  |  |
|                           | Parti du développement national (CPT)         | 252 044    | 0,70  | 1      | 2      | 3      | 4             |  |  |  |  |  |  |  |
|                           | Parti thai du pouvoir local                   | 213 129    | 0,59  | 0      | 3      | 3      | Nv            |  |  |  |  |  |  |  |
|                           | Parti pour la conservation des forêts         | 136 597    | 0,38  | 0      | 2      | 2      | Nv            |  |  |  |  |  |  |  |
|                           | Parti du pouvoir du peuple thaï               | 81 733     | 0,23  | 0      | 1      | 1      | Nv            |  |  |  |  |  |  |  |
|                           | Parti du pouvoir de la nation thaï            | 73 871     | 0,20  | 0      | 1      | 1      | Nv            |  |  |  |  |  |  |  |
|                           | Parti progressiste populaire                  | 69 417     | 0,19  | 0      | 1      | 1      | Nv            |  |  |  |  |  |  |  |
|                           | Parti Palang Thai Rak Thai                    | 60 840     | 0,17  | 0      | 1      | 1      | Nv            |  |  |  |  |  |  |  |
|                           | Parti civilisé                                | 60 421     | 0,17  | 0      | 1      | 1      | Nv            |  |  |  |  |  |  |  |
|                           | Parti Prachaniyom                             | 56 617     | 0,16  | 0      | 1      | 1      | Nv            |  |  |  |  |  |  |  |
|                           | Parti des professeurs thaïs pour le peuple    | 56 339     | 0,16  | 0      | 1      | 1      | Nv            |  |  |  |  |  |  |  |
|                           | Parti populaire de la justice                 | 47 848     | 0,13  | 0      | 1      | 1      | Nv            |  |  |  |  |  |  |  |
|                           | Parti populaire de la réforme                 | 45 508     | 0,13  | 0      | 1      | 1      | Nv            |  |  |  |  |  |  |  |
|                           | Parti du pouvoir au citoyens                  | 44 766     | 0,12  | 0      | 1      | 1      | Nv            |  |  |  |  |  |  |  |
|                           | Nouveau parti pour la démocratie              | 39 792     | 0,11  | 0      | 1      | 1      | en stagnation |  |  |  |  |  |  |  |
|                           | Nouveau parti Palangdharma                    | 35 533     | 0,10  | 0      | 1      | 1      | Nv            |  |  |  |  |  |  |  |
|                           | Autres partis                                 | 532 488    | 1,47  | 0      | 0      | 0      | –             |  |  |  |  |  |  |  |
|                           | Aucun d'entre eux                             | 605 392    | 1,68  |        |        |        |               |  |  |  |  |  |  |  |
|                           |                                               |            |       |        |        |        |               |  |  |  |  |  |  |  |
| Suffrages exprimés        | Suffrages exprimés                            | 36 138 039 | 94,43 |        |        |        |               |  |  |  |  |  |  |  |
| Votes blancs et invalides | Votes blancs et invalides                     | 2 130 327  | 5,57  |        |        |        |               |  |  |  |  |  |  |  |
| Total                     | Total                                         | 38 268 366 | 100   | 350    | 150    | 500    | en stagnation |  |  |  |  |  |  |  |
| Abstentions               | Abstentions                                   | 12 971 272 | 35,31 |        |        |        |               |  |  |  |  |  |  |  |
| Inscrits / participation  | Inscrits / participation                      | 51 239 638 | 74,69 |        |        |        |               |  |  |  |  |  |  |  |

## Suites
Le 25 mars, l'ancien Premier ministre Thaksin Shinawatra dénonce des fraudes.
Le 27 mars, sept des partis arrivés derrière le Palang Pracharat se rassemblent en coalition et revendiquent la majorité des sièges au Parlement,,.
Le 5 juin 2019, Prayut Chan-o-cha est réélu Premier ministre par le Parlement après avoir obtenu le ralliement du Parti démocrate, initialement membre de la coalition d'opposition, et dont Aphisit Wetchachiwa a démissionné de son poste de député en protestation. Arrivé deuxième, Thanathorn Juangroongruangkit reçoit le soutien du Pheu Thai et du Parti du nouvel avenir. Il est par ailleurs été suspendu de son poste de député.